# Dicrostonyx nunatakensis
Dicrostonyx nunatakensis е вид бозайник от семейство Хомякови (Cricetidae).

## Разпространение
Видът е разпространен в Канада.